# George Heslop
George Heslop (1 de julio de 1940 - 17 de septiembre de 2006) fue un futbolista inglés.
Nacido en Wallsend (Tyne y Wear), Heslop fue un mediocampista central que jugó para el Newcastle United y el Everton, después de un paso exitoso por el Manchester City entre 1965 y 1971, donde jugó un total de 197 partidos (más seis como suplente) en el primer equipo anotando tres goles.
Fue un miembro importante en el equipo que ganó el título de Segunda División (temporada 1965/66), el Campeonato de la Liga, la Copa de la Liga y la Copa de Europa de Campeones de Copa.
Posteriormente jugó en Ciudad del Cabo y para Bury. Luego de retirarse, dirigió a Norwich Victoria antes de volverse casero de la casa pública de City Gates en Hyde Road. La City Gates fue el Hotel Hyde Road original, el lugard donde Ardwick se convirtió en Manchester City F.C. La especulación falló y cerró en 1988. Piedras del edificio actualmente forman parte del jardín memorial del City en el Estadio Ciudad de Mánchester.
Murió, a la edad de 66, en septiembre de 2006 luego de una corta enfermedad.